# Карл III (король Аквитании)
Карл III (Карл Дитя; фр. Charles l'Enfant, около 847/848, Франкфурт-на-Майне — 29 сентября 866, Бюзансе, Эндр, Франция) — король Аквитании, сын короля Франции Карла II Лысого и Ирментруды Орлеанской.

## Биография

### Правление
Карл был вторым сыном короля Франции Карла II Лысого, младшим братом Людовика Заики. 15 октября 855 года Карл Лысый назначил своего малолетнего сына Карла королём Аквитании, опекуном которого стал граф Пуатье и герцог Аквитании Рамнульф I. Карл Дитя был коронован в Лиможе. Но, в отличие от предыдущих королей, реальной власти Карл Дитя не имел. Аквитания находилась в подчинении короля Франции. В королевстве отсутствовала канцелярия, все назначения производил Карл Лысый. Управление королевством находилось в руках совета, который возглавлял герцог Рамнульф I.
В 862 году Карл Дитя постарался обрести некоторую независимость от отца. Он женился без разрешения короля западных франков на вдове графа Буржа Гумберта II, и по совету своих ближайших советников, графов Этьена и Акфреда, потребовал от отца предоставить ему всю полноту власти в Аквитании. Карл Лысый расценил это как мятеж. В 863 году он вторгся в Аквитанию, захватил сына в плен и заключил его в Компьене. Жена Карла Дитяти была удалена от двора. Но к 865 году Карл Лысый снова вернул сына в Аквитанию.
В 864 году Карл Дитя случайно получил на охоте сильный удар мечом по голове, после чего начал страдать эпилепсией. Он умер бездетным в Бюзансе 29 сентября 866 года. Младший брат Карла, Карломан, и архиепископ Вульфад похоронили его тело в Бурже в церкви Святого Сульпиция.

### Брак
Жена: (с 862 года) Ансгарда (?), вдова Гумберта, графа Буржа